# Shāhvāneh
Shāhvāneh (persiska: شاهوانه) är en ort i Iran.   Den ligger i provinsen Västazarbaijan, i den nordvästra delen av landet, 600 km väster om huvudstaden Teheran. Shāhvāneh ligger 1 487 meter över havet och antalet invånare är 665.
Terrängen runt Shāhvāneh är huvudsakligen kuperad, men söderut är den platt. Runt Shāhvāneh är det ganska tätbefolkat, med 108 invånare per kvadratkilometer. Närmaste större samhälle är Oshnavīyeh, 4,9 km sydväst om Shāhvāneh. Trakten runt Shāhvāneh består till största delen av jordbruksmark.